# Ulrich I. von Kyburg-Dillingen
Ulrich I. von Kyburg-Dillingen (* unbekannt; † 27. August 1127 im Kloster St. Märgen) war Bischof von Konstanz von 1111 bis 1127.

## Leben
Ulrich I. von Kyburg-Dillingen war ein jüngerer Sohn des Grafen Hartmann I. von Dillingen und der Adelheid von Winterthur, Tochter von Graf Adalbert II. von Winterthur. Möglicherweise empfing Ulrich seine priesterliche Ausbildung bei den Augustiner-Chorherren im Stift Marbach im Elsass. 1111 von Kaiser Heinrich V. eigenmächtig zum Bischof von Konstanz ernannt, blieb er die ersten acht Jahre seiner Amtszeit jedoch ungeweiht, versah das Amt lediglich als Elekt und konnte erst nach dem Tod Papst Paschalis II. (1118) vom Erzbischof von Mailand die offizielle Bischofsweihe empfangen.

## Bau der bischöflichen Burg Castell
Um das Jahr 1120 ließ Ulrich I. mit der Burg Castell die erste Höhenburg der Konstanzer Bischöfe im unmittelbaren Vorfeld der Bischofsstadt Konstanz errichten. Diese lag nur wenige Kilometer südwestlich von Konstanz am Abhang des Seerückens an der alten Straße, die von Zürich und Pfyn nach Konstanz führte. Wahrscheinlich wollte Ulrich I. für sich und seine Nachfolger einen wehrhaften Sitz außerhalb Konstanz schaffen, um in Krisenzeiten weniger von dem Wohlwollen der Konstanzer Bürger abhängig zu sein. Dafür, dass die Burg Castell tatsächlich eine zweite Residenz werden sollte, spricht auch der Umstand, dass zwei übereinanderliegende Burgkapellen mit getäfelten Decken eingebaut worden waren.

## Reichspolitik
Bischof Ulrich war im September 1122 auf der Reichsversammlung in Worms anwesend, die das später sogenannte Wormser Konkordat aushandelte. Er wird als Zeuge in der Urkunde genannt.

## Die Heiligsprechung von Bischof Konrad

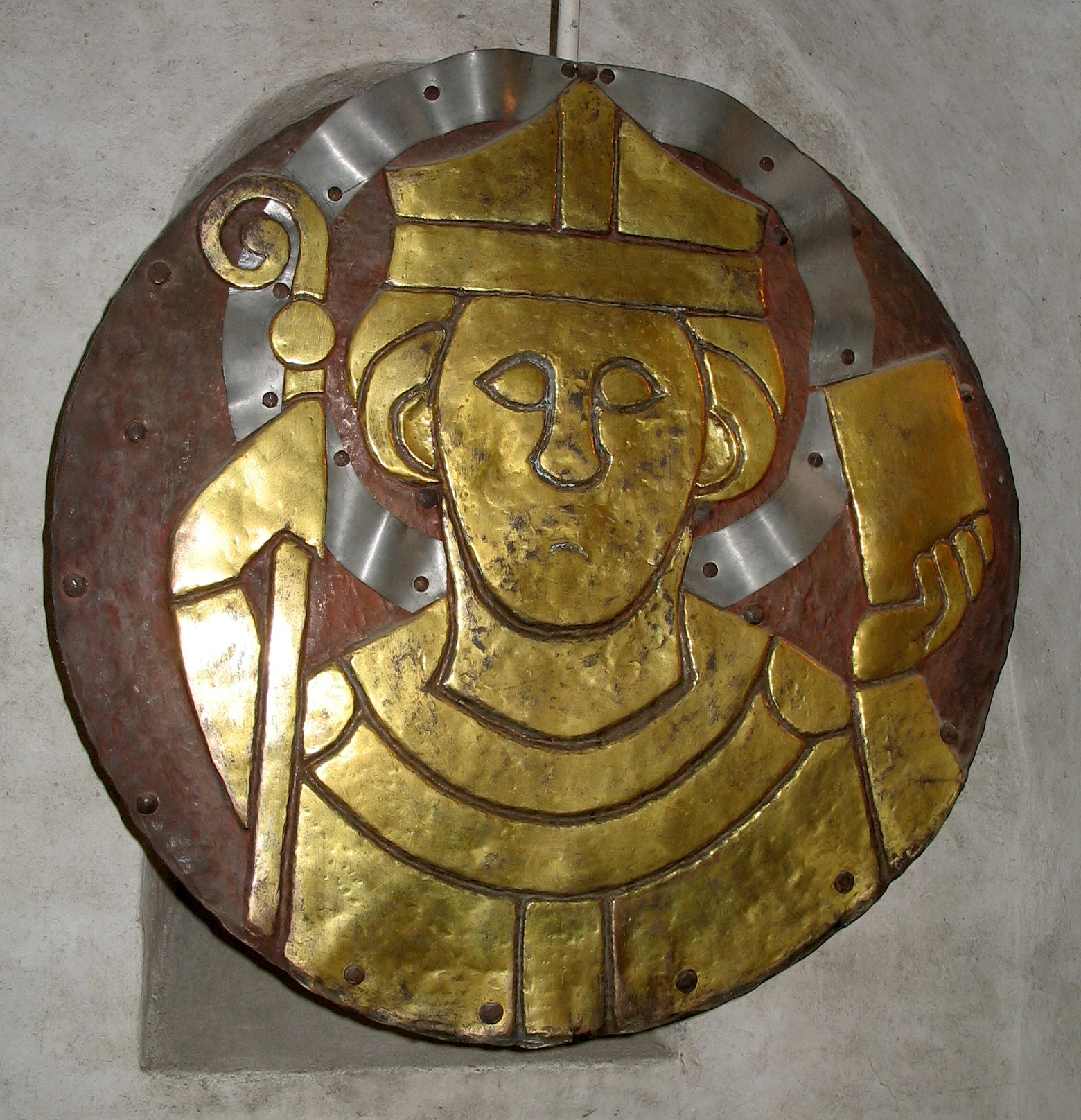
Vergoldete Konrad-Scheibe vom Ostgiebel des Konstanzer Münsters (12./13. Jh.)

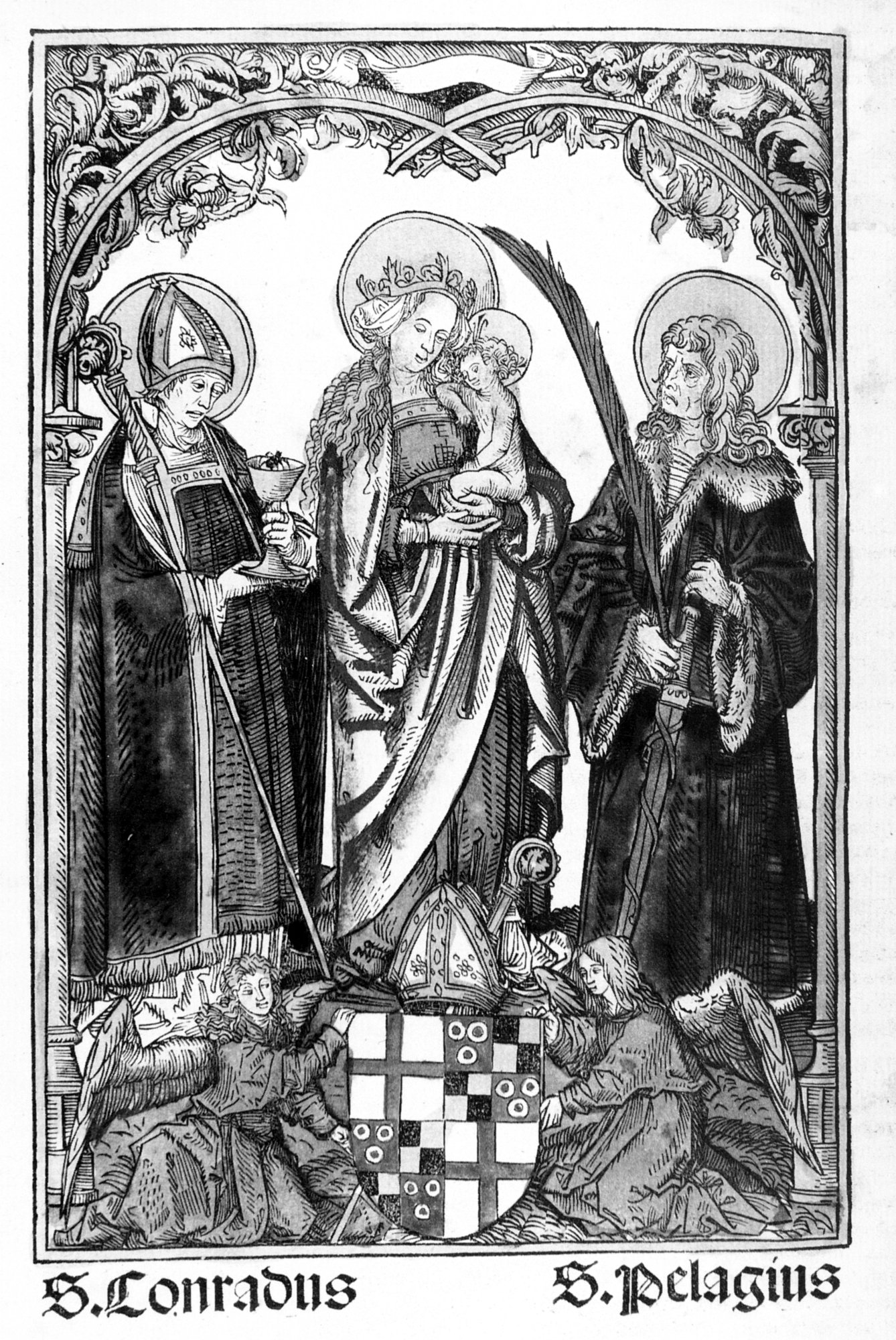
Die Konstanzer Diözesanpatrone Konrad (links; mit seinem Attribut, dem Kelch mit Spinne), Maria und Pelagius auf einem Missale von 1505.

Bischof Ulrich I. stand außerdem zuvorderst hinter der 1123 erfolgten Heiligsprechung von Konrad von Konstanz, der von 935 bis 976 Bischof von Konstanz gewesen war. Neben dem „Römer“ Pelagius, wollte Ulrich I. für die Bischofsstadt und das Bistum einen „einheimischen“ Heiligen etablieren.
Konrad bot sich an, da schon nach dessen Tod zumindest eine örtliche Verehrung einsetzte. Im Jahr 1089 waren von Ulrichs Vorgänger, Bischof Gebhard III. (1084–1110), die Gebeine Konrads von der Mauritiusrotunde in die neu erbaute Domkirche gebracht worden, doch zeitigte diese Translation weiter keine Auswirkungen. Erst Ulrich betrieb die Heiligsprechung Konrads konsequent und ließ durch den Mönch Udalschalk, der infolge der Wirren des fast schon ausklingenden Investiturstreits Augsburg verlassen musste, eine Vita Konradi aufschreiben.
Diese Heiligenvita, die im zweiten Buch zudem Berichte über vom Heiligen ausgehende Wunderheilungen und -errettungen enthält, wurde zusammen mit einem Schreiben des Konstanzer Bischofs, der Petitio um Kanonisation, Papst Kalixt II. (1119–1124) in Rom vorgelegt. Die Reise Udalschalks nach Rom wird dabei auf Frühjahr 1123 zu datieren sein. Das erst nachträglich von Udalschalk aufgeschriebene dritte Buch der Vita Konradi berichtet, wie auf dem Zweiten Laterankonzil (März 1123) zu Gunsten der Kanonisation Konrads entschieden wurde, und zitiert den auch im Original erhaltenen Papstbrief an den Bischof Ulrich vom 28. März 1123. Der Weg zur Erhebung der Gebeine Konrads von Konstanz war damit frei.
Die „eigentliche“ Kanonisation fand auf dem magnus conventus, der „großen Zusammenkunft“ in Konstanz Ende November 1123 statt, als unter Teilnahme von drei Herzögen, vieler Grafen, von Geistlichkeit, Äbten und Mönchen sowie von vielen Gläubigen am 26. November, dem Todestag des Heiligen, in einer aufwändigen liturgischen Feier die Gebeine des Heiligen in einen neuen Schrein umgebettet und der Verehrung ausgesetzt wurden. Die Konstanzer Reliquien wurden allerdings in der Zeit der Reformation vernichtet. Das Hochgrab des Konrad mit einem lebensgroßen Ganzkörperrelief findet sich in der Konradikapelle im Konstanzer Münster.

## Die Gründung des Augustiner-Chorherrenstifts Kreuzlingen
Der heilige Konrad von Konstanz hatte von einer seiner drei Reisen nach Jerusalem einen Kreuzpartikel mitgebracht, den er einem von ihm gestifteten Hospital in der Vorstadt Stadelhofen schenkte. Deshalb erhielt diese Einrichtung den Namen Crucelin (Crucis Lignum = Holz vom Kreuz), was später zur Bezeichnung Crucelingen und Creuzlingen führte.
Nach dem Tod Konrads scheint diese Hospital jedoch bald verfallen zu sein. In der zuvor bereits erwähnten „Vita Konradi“, wird es von dem Mönch Udalschalk als „durchs Alter baufällig“ bezeichnet. In einer Urkunde von Kaiser Heinrich V. von 1125 wird das Hospital gar als „teilweise zerstört“ beschrieben und die Nachlässigkeit einiger Nachfolger des Bischofs Konrad dafür verantwortlich gemacht.

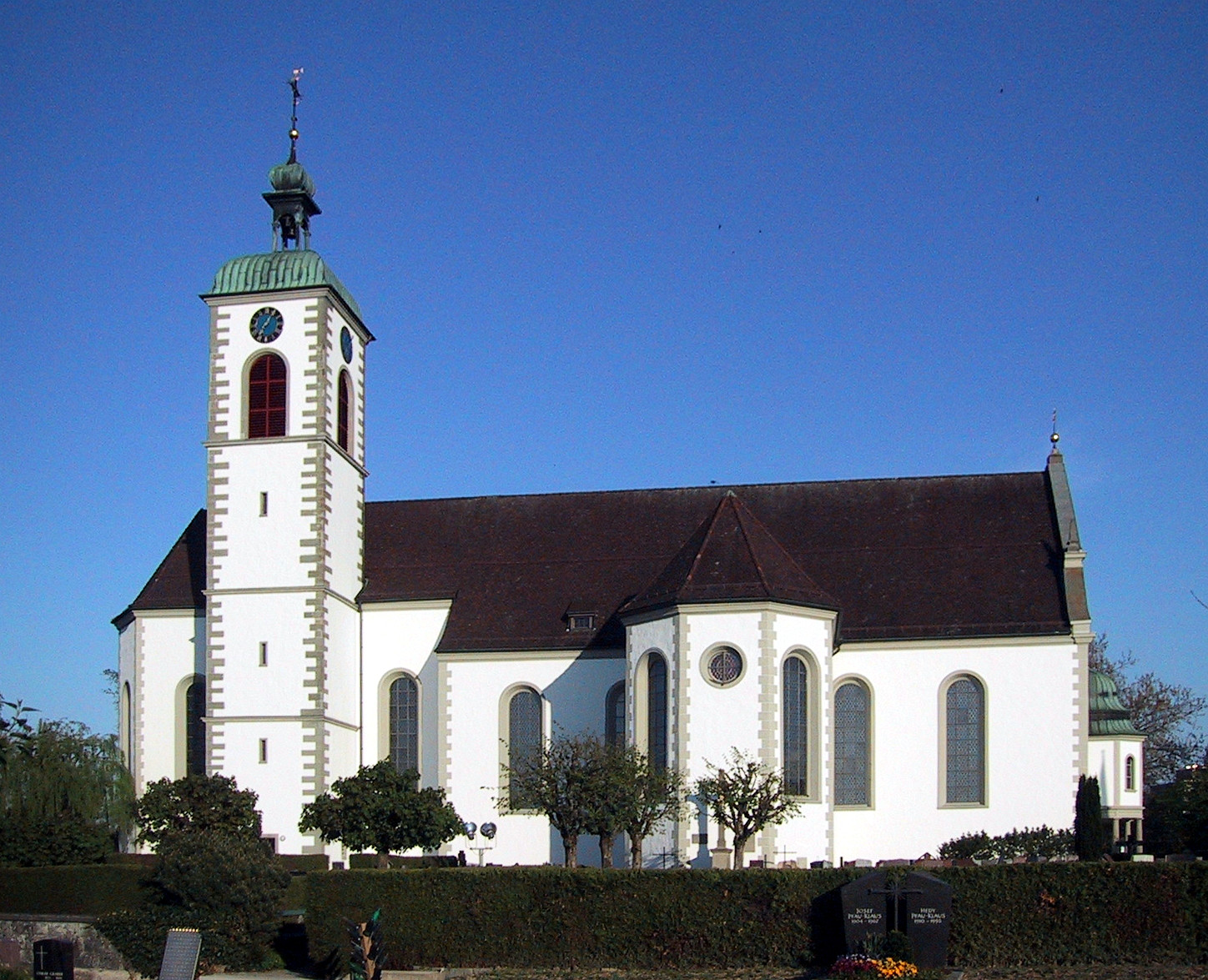
St. Ulrich und St. Afra, Klosterkirche des ehemaligen Augustinerstifts Kreuzlingen

Das erste Fest zu Ehren des Heiligen Konrads 1123, gab Ulrich I. den Anlass, das Hospital Crucelin neu zu begründen. Zunächst stiftete er an der östlichen Grenze der Konstanzer Vorstadt Stadelhofen im freien Feld eine Kirche zu Ehren des heiligen Ulrich, Bischof von Augsburg (923–973) und der heiligen Afra. Dann vereinigte er die Kirche mit dem Hospital und übertrug deren Leitung spätestens 1125 an das von ihm ins Leben gerufenen Augustiner-Chorherrenstift St. Ulrich und St. Afra zu Kreuzlingen (heute Kanton Thurgau, Schweiz). Dieses Doppelpatronat ist ein typisch Augsburger Patronat. Bischof Ulrich I. wählte es, weil er aus derselben Familie entstammte wie der heilige Ulrich von Augsburg. Auch die von Ulrichs Familie als Augustiner-Chorherrenstift errichtete Abtei Neresheim in Neresheim wurde Ulrich und Afra geweiht. Zudem lebte der Mönch Udalschalk, bevor er als Kaplan in Ulrichs Dienste trat, im Augsburger Kloster St. Ulrich und Afra.
Bei dem Kreuzlinger Augustiner-Chorherrenstift handelte es sich um eine Gemeinschaft von Priestern (nicht Mönchen), die nach den Regeln des heiligen Augustinus lebten und von einem Propst angeführt wurden.
Als wirtschaftliche Grundlage erhielt der neue Stift von den süddeutschen Herzogsgeschlechtern, der Welfen, der Zähringer und der Staufer umfangreiche Ländereien geschenkt. Weitere Güter steuerte Ulrich I. aus seinem Privatbesitz und aus Bischofseinkünften bei. Die rechtliche Absicherung der Neugründung war bereits Anfang 1125 durch Kaiser Heinrich V. erfolgt, während Papst Honorius II. noch Ende desselben Jahres die geistliche Zustimmung für ein nach den Augustiner Regeln geführtes Stift und Hospital erteilte.